# Bàn chân khoèo
Bàn chân khoèo là một dị tật bẩm sinh trong đó một hoặc cả hai bàn chân bị xoay vào trong và xuống dưới. Bàn chân và chân bị ảnh hưởng có thể nhỏ hơn bàn chân còn lại. Khoảng 50% trường hợp bàn chân khoèo ảnh hưởng đến cả hai chân. Hầu hết trường hợp, nó không xuất hiện cùng các bệnh lý khác. Nếu không điều trị, bàn chân vẫn cứ biến dạng, bệnh nhân đi bằng cạnh bàn chân. Việc này dẫn đến đau chân và khó khăn khi đi lại.
Nguyên nhân chính xác thường không được tìm ra. Cả yếu tố di truyền và môi trường được cho là có liên quan. Nếu một bé trong cặp song sinh cùng trứng bị bệnh, có 33% nguy cơ bé còn lại cũng bị như vậy. Cơ chế bệnh liên quan đến sự gián đoạn các cơ hoặc mô liên kết của chi dưới, dẫn đến co rút khớp. Các bất thường khác có xuất độ 20%, trong đó phổ biến nhất là khoèo khớp ngoại biên và giãn màng tủy . Có thể chẩn đoán được bệnh khi sinh bằng cách khám hoặc trước khi sinh trong khi siêu âm thai .
Điều trị ban đầu chủ yếu bằng phương pháp Ponseti . Phương pháp này gồm chỉnh bàn chân cải thiện vị trí rồi bó bột chân, lặp lại nhiều lần cách nhau một tuần. Khi góc uốn vào trong được cải thiện, thường sẽ cắt gân gót và đeo nẹp chỉnh hình đến 4 tuổi. Khởi đầu nẹp được đeo gần như liên tục và sau đó chỉ đeo vào ban đêm. Trong khoảng 20% trường hợp vẫn cần phải phẫu thuật thêm.
Tỷ lệ bàn chân khoèo là từ 1 đến 4 ca trong số 1.000 ca sinh sống, là một trong những dị tật bẩm sinh phổ biến nhất ảnh hưởng đến chân. Khoảng 80% trường hợp xảy ra ở các nước đang phát triển, nơi có điều kiện y tế hạn chế. Bàn chân khoèo có tỷ lệ cao hơn ở con đầu lòng và nam giới. Phổ biến hơn ở người Maori, và ít phổ biến hơn ở dân số Trung Quốc .

## Các dấu hiệu và triệu chứng
Ở bàn chân khoèo, bàn chân xoay vào trong và hướng xuống dưới . Bàn chân và chân bị ảnh hưởng có thể nhỏ hơn bàn chân còn lại, trong khoảng một phần hai số ca bệnh bị bàn chân khoèo cả hai chân. Hầu hết thời gian bàn chân khoèo không có liên hệ đến các tình trạng khác.
Nếu không được điều trị, bàn chân vẫn cứ biến dạng và bệnh nhân đi lại bằng cạnh bên hoặc mu bàn chân, việc này có thể gây chai chân, nhiễm trùng bàn chân, khó khăn đeo vừa giày dép, đau, đi lại khó khăn và tàn tật.

## Nguyên nhân
Có nhiều giả thuyết khác nhau về nguyên nhân chính xác của bàn chân khoèo. Các nghiên cứu vẫn chưa xác định được nguyên nhân gốc rễ, nhưng nhiều phát hiện thống nhất một điểm "khả năng cao có nhiều hơn một nguyên nhân khác nhau và ít nhất trong một số trường hợp hiện tượng bệnh lý xảy ra do kết quả của một ngưỡng của các yếu tố khác nhau tác động cùng nhau."  Các bệnh lỳ đi kèm phổ biến nhất là khoèo khớp ngoại biên và giãn màng tủy .
Một số nhà nghiên cứu đưa ra giả thuyết, từ những giai đoạn phát triển ban đầu của con người, bàn chân khoèo được hình thành do một sự trục trặc trong thai kỳ. Chọc dò dịch ối sớm (11–13 tuần) được cho là làm tăng tỷ lệ bàn chân khoèo vì có thể làm tăng khả năng rò rỉ ối do thủ thuật. Sự kém phát triển của xương và cơ ở bàn chân phôi thai có thể là một nguyên nhân khác. Vào đầu những năm 1900, người ta từng cho rằng sự co thắt vào bàn chân bởi tử cung góp phần gây ra hiện tượng bàn chân khoèo.
Sự kém phát triển của xương cũng ảnh hưởng đến các cơ và mô khác của bàn chân. Sự bất thường ở mô liên kết gây "tăng mô sợi trong cơ, cân, dây chằng và bao gân".

## Chẩn đoán
Bàn chân khoèo được chẩn đoán thông qua khám lâm sàng. Thông thường, trẻ sơ sinh được kiểm tra từ đầu đến chân ngay sau khi chúng được sinh ra. Có bốn thành phần của dị tật bàn chân khoèo:
| 1 |  | Cavus (vổng): bàn chân có vòm cao, hay còn gọi là hình vổng. |
| 2 |  | Adductus (khép): khối bàn chân trước cong khoèo vào trong về phía ngón chân cái. |
| 3 |  | Varus (nghiêng trong): gót chân bị lật ngược hoặc quay vào trong, buộc người bệnh phải đi bằng cạnh ngoài của bàn chân. Ở chân bình thường đây chỉ là một động tác tự nhiên nhưng trong bàn chân khoèo, bàn chân bị cứng ở vị trí này.                                      |
| 4 |  | Equinus (thuổng) : bàn chân hướng mũi xuống dưới, buộc người ta phải kiễng chân đi bằng ngón chân. Đây là một động tác tự nhiên ở người bình thường, nhưng ở bàn chân khoèo, bàn chân bị cứng ở vị trí này. Điều này là do gân gót bị căng và kéo bàn chân xuống phía dưới. |

Các yếu tố được sử dụng để đánh giá độ nặng bao gồm độ cứng hay mềm của biến dạng (khả năng có thể được chỉnh sửa bằng cách nắn bàn chân bằng tay), sự hiện diện của các nếp nhăn da ở vòm và gót chân, và trương lực yếu hay mạnh của các nhóm cơ ở bàn chân.
Đôi khi có thể phát hiện bàn chân khoèo trước khi sinh bằng siêu âm . Chẩn đoán trước khi sinh bằng siêu âm có thể cho phép cha mẹ tìm hiểu thêm về tình trạng này và lập kế hoạch trước để điều trị khi con họ được sinh ra.
Thông thường không cần làm thêm xét nghiệm và hình ảnh nào khác, trừ khi nghĩ đến các bệnh lý liên quan khác.

## Lịch sử
Pha-ra-ông Siptah và Tutankhamun bị bàn chân khoèo, và bệnh này xuất hiện trong các bức tranh Ai Cập. Các văn bản Ấn Độ ( k. 1000 BC ) và Hippocrates ( k. 400 BC ) mô tả phương pháp điều trị.